# Galena (chanteuse)
Pour les articles homonymes, voir Galena.
Galena, (Galina Vicheva Gencheva) née le 21 mai 1985 à Topoli, est une chanteuse pop-folk bulgare qui a gagné des fans par sa vision provocative. Elle est connue pour son amitié avec le chanteur fameux "Azis". Elle termine son éducation dans le lycée français de Varna et connait parfaitement le français. Elle a voulu pendant toute sa vie avoir la culture française

Discographie:
- 2008: Sled 12
- 2010: Oficijalno zabranen
- 2011: Az
- 2015: Koy
- 2022: Iskam da te vidq